# Читадина (Милано)
Читадина је насеље у Италији у округу Милано, региону Ломбардија.
Према процени из 2011. у насељу је живело 16 становника. Насеље се налази на надморској висини од 117 м.